# Ишиномаки
Ишиномаки (јап. 石巻市) град је у Јапану у префектури Мијаги. Према попису становништва из 2005. у граду је живело 167.324 становника.

## Становништво
Према подацима са пописа, у граду је 2005. године живело 167.324 становника.
| 1995.   | 2000.   | 2005.   |
| ------- | ------- | ------- |
| 178.923 | 174.778 | 167.324 |